# Tolkien (film)
Tolkien  is een Amerikaanse biografische dramafilm uit 2019, geregisseerd door Dome Karukoski. De film is gebaseerd op het vroege leven van de Engelse professor J.R.R. Tolkien, auteur van The Hobbit en The Lord of the Rings, evenals opmerkelijke academische werken. De hoofdrollen worden vertolkt door Nicholas Hoult, Lily Collins, Colm Meaney en Derek Jacobi.

## Verhaal
De weesjongen J.R.R. Tolkien was van jongs af aan geïnteresseerd in taal en literatuur. Op King Edward's School in Birmingham richtte hij samen met drie gelijkgestemden de T.C.B.S. (Tea Club – Barrovian Society). Na één mislukte poging slaagde hij voor het toelatingsexamen voor Exeter College aan de Universiteit van Oxford. Hier probeert hij de aandacht van professor Joseph Wright te krijgen, wat hem lukt vanwege zijn taalvaardigheid. Tijdens de Eerste Wereldoorlog nam Tolkien deel aan de Slag aan de Somme en hoorde toen van de dood van twee van zijn jeugdvrienden. Later werd hij zelf professor in Oxford en stichtte hij een gezin met zijn vrouw Edith Tolkien. Voor zijn kinderen bedenkt hij het verhaal The Hobbit, dat de voorloper wordt van het wereldberoemde werk The Lord of the Rings.

## Rolverdeling
- Nicholas Hoult als J.R.R. Tolkien
  - Harry Gilby als jonge J.R.R. Tolkien
- Lily Collins als Edith Bratt
  - Mimi Keene als jonge Edith Bratt
- Colm Meaney als pater Francis Xavier Morgan
- Derek Jacobi als Joseph Wright
- Anthony Boyle als Geoffrey Bache Smith
  - Adam Bregman als jonge Geoffrey Smith
- Patrick Gibson als Robert Q. Gilson
  - Albie Marber als jonge Robert Q. Gilson
- Tom Glynn-Carney als Christopher Wiseman
  - Ty Tennant als jonge Christopher Wiseman
- Craig Roberts als soldaat Sam Hodges
- Pam Ferris als mevrouw Faulkner
- James MacCallum als Hilary Tolkien
  - Guillermo Bedward als jonge Hilary Tolkien
- Laura Donnelly als Mabel Tolkien
- Genevieve O'Reilly als mevrouw Smith
- Owen Teale als rector Gilson

## Release
De film ging in première op 29 april 2019 in Londen en werd in het Verenigd Koninkrijk uitgebracht op 3 mei 2019.

## Ontvangst
Op Rotten Tomatoes heeft Tolkien een waarde van 51% en een gemiddelde score van 5,8/10, gebaseerd op 198 recensies. Op Metacritic heeft de film een gemiddelde score van 48/100, gebaseerd op 37 recensies.